# Cantone di Calais-Sud-Est
Il Cantone di Calais-Sud-Est era una divisione amministrativa dell'Arrondissement di Calais.
È stato soppresso a seguito della riforma complessiva dei cantoni del 2014, che è entrata in vigore con le elezioni dipartimentali del 2015.
Comprendeva solo parte della città di Calais.